# Giuseppe Galeotti

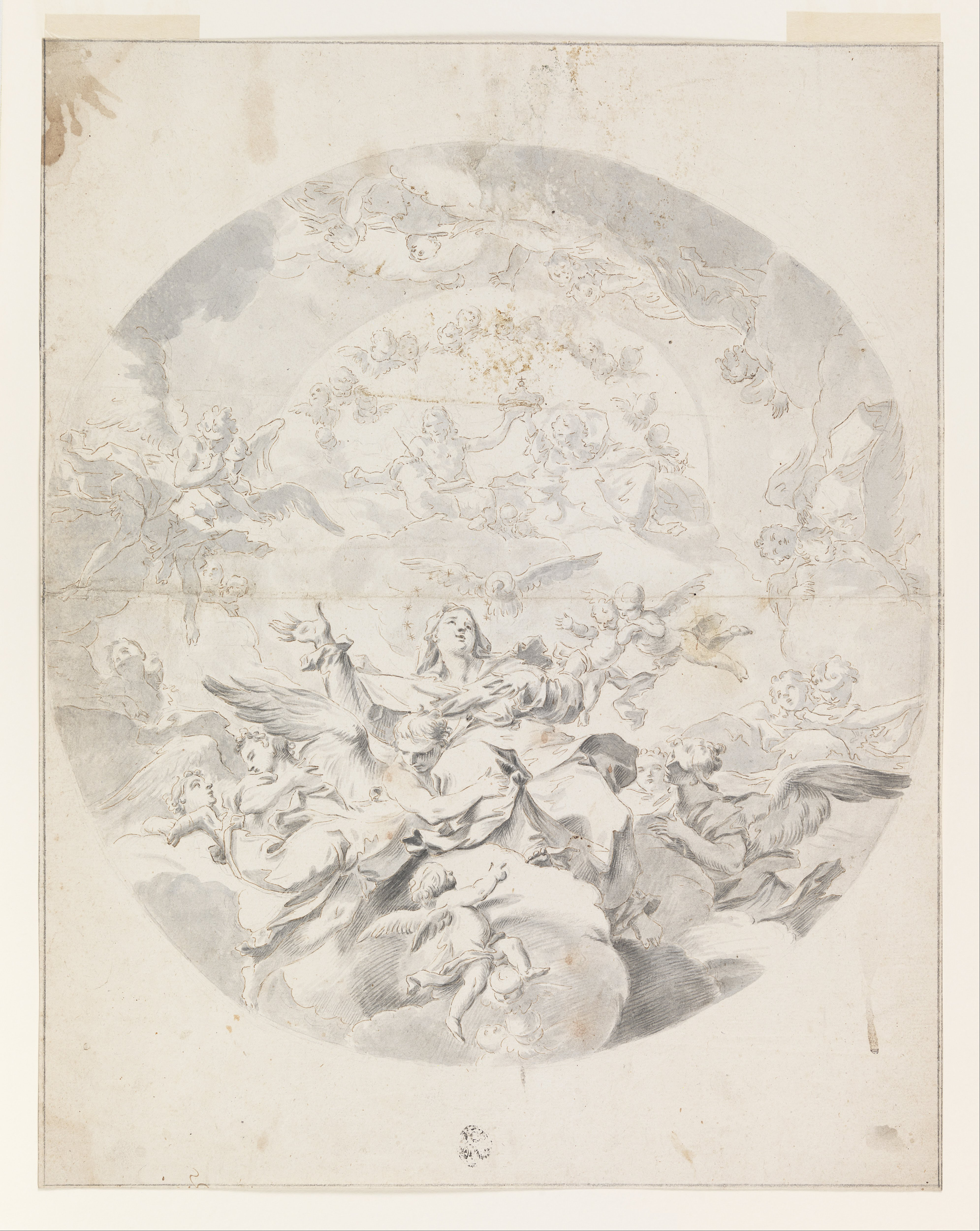
Ascensione della Vergine

Giuseppe Galeotti (Firenze, 1709 – Genova, 1778) è stato un pittore italiano del periodo barocco.

## Biografia
Figlio del pittore Sebastiano Galeotti, nacque a Firenze nel 1709 ed apprese i primi rudimenti della pittura (in particolare la tecnica dell'affresco) nella bottega del padre.
Operò soprattutto a Genova, dove dal 1766 al 1770 fu direttore della scuola di disegno all'Accademia ligustica di belle arti, fondata nel 1751 da Giovanni Francesco Doria.
Fu autore di numerose opere nelle chiese genovesi e del levante ligure. Suoi sono gli affreschi del presbiterio e del coro nella chiesa di San Francesco d'Albaro a Genova.
Nella chiesa di San Francesco alla Chiappetta nell'ex comune di Bolzaneto è conservato un suo Miracolo di Sant'Antonio; due tele raffiguranti San Pietro (San Pietro in gloria e San Pietro liberato dal carcere, ambedue datate 1751) si trovano nella chiesa di San Pietro in Vincoli a Sestri Levante.